# 黑山科乡
黑山科乡，是中华人民共和国辽宁省葫芦岛市建昌县下辖的一个乡镇级行政单位。

## 行政区划
黑山科乡下辖以下地区：
黑山科村、北桥村、上地村、小台子村、东梁杖子村、姜杖子村、下坡子村、二道河子村和杨树底下村。